# Marius Chapuis
Pour les articles homonymes, voir Chapuis.
 (mai 2023).
 (mai 2023).
La mise en forme du texte ne suit pas les recommandations de Wikipédia : il faut le « wikifier ».
Les points d'amélioration suivants sont les cas les plus fréquents. Le détail des points à revoir est peut-être précisé sur la page de discussion.
- Les titres sont pré-formatés par le logiciel. Ils ne sont ni en capitales, ni en gras.
- Le texte ne doit pas être écrit en capitales (les noms de famille non plus), ni en gras, ni en italique, ni en « petit »…
- Le gras n'est utilisé que pour surligner le titre de l'article dans l'introduction, une seule fois.
- L'italique est rarement utilisé : mots en langue étrangère, titres d'œuvres, noms de bateaux, etc.
- Les citations ne sont pas en italique mais en corps de texte normal. Elles sont entourées par des guillemets français : « et ».
- Les listes à puces sont à éviter, des paragraphes rédigés étant largement préférés. Les tableaux sont à réserver à la présentation de données structurées (résultats, etc.).
- Les appels de note de bas de page (petits chiffres en exposant, introduits par l'outil «  Source ») sont à placer entre la fin de phrase et le point final[comme ça].
- Les liens internes (vers d'autres articles de Wikipédia) sont à choisir avec parcimonie. Créez des liens vers des articles approfondissant le sujet. Les termes génériques sans rapport avec le sujet sont à éviter, ainsi que les répétitions de liens vers un même terme.
- Les liens externes sont à placer uniquement dans une section « Liens externes », à la fin de l'article. Ces liens sont à choisir avec parcimonie suivant les règles définies. Si un lien sert de source à l'article, son insertion dans le texte est à faire par les notes de bas de page.
- La présentation des références doit suivre les conventions bibliographiques. Il est recommandé d'utiliser les modèles {{Ouvrage}}, {{Chapitre}}, {{Article}}, {{Lien web}} et/ou {{Bibliographie}}. Le mode d'édition visuel peut mettre en forme automatiquement les références.
- Insérer une infobox (cadre d'informations à droite) n'est pas obligatoire pour parachever la mise en page.

Pour une aide détaillée, merci de consulter Aide:Wikification.
Si vous pensez que ces points ont été résolus, vous pouvez retirer ce bandeau et améliorer la mise en forme d'un autre article.
Marius Chapuis est un opérateur français de cinéma né le 30 mai 1878 à Lyon et mort le 16 novembre 1961 à Champfromier (Ain). Il fut l'un des premiers promoteurs du cinématographe Lumière à l'étranger (avec Alexandre Promio, Félix Mesguich et Francis Doublier).

## Pionnier itinérant du cinéma
Recruté par Alexandre Promio, Marius Chapuis entre à 18 ans aux Usines Lumière pour devenir opérateur cinématographique.
De mai 1896 à octobre 1897, Chapuis fut envoyé par Louis Lumière en Russie (Saint-Pétersbourg, Odessa, Kiev, Rostoff, Tiflis, Simséropol, Migui Taguil, Tchernikoff, soit plus de 25 000 km en train, en bateau et en voiture à cheval) comme opérateur avec son collègue Paul Decorps dans une équipe dirigée par Arthur Grünewald, mais aussi comme photographe .
Contrairement à ses homologues Promio, Mesguich ou Doublier, Chapuis tourne peu. Son équipe est surtout chargée de faire connaître l'invention en donnant des séances (organisation de projections) pendant lesquelles ils présentent des films tout d'abord apportés avec eux, puis reçus par colis postal de Lyon. Ces séances leur donneront l'occasion de sillonner la Russie dans tous les sens pendant 18 mois, déplacements racontés en détail dans un carnet de voyage méticuleux.

## Voyages

### Varsovie – Saint-Pétersbourg – Helsinki (mai – août 1896)
Marius Chapuis, accompagné de son collègue Curtillet, s'embarque en train à Lyon le 24 mai 1896 pour rejoindre leur première affectation à Saint-Pétersbourg, via Cologne, Berlin et Varsovie. Ils arrivent à Saint-Pétersbourg le 11 juin, puis font des séjours pour présenter le cinématographe à Kronstadt, Pablosky et Helsinki en Finlande, alors partie de l'empire russe (aller en train, retour en bateau).

### Odessa (août – décembre 1896)
Le 15 août, départ de Saint-Pètersbourg en train pour Odessa, sur la mer Noire, en train avec Decorps, lequel avait remplacé Curtillet qui avait été rapatrié sanitaire en France le 10 juillet. 1 690 km vers le sud, via Vilnius. Nous n'avons pas pu passer par Moscou, nous passons par Vilna, nous étions en compagnie de la belle Marguerite, avons fait bon voyage. Séjours à Mikolaiev, Kherson et Kitchinev (aujourd'hui Chisinau).

### Kiev (décembre 1896 – janvier 1897)
Arrivée à Kiev le 27 décembre. Séjour à Chernikov.

### Rostov (février – avril 1897)
Le 17 février, Chapuis arrive à Rostov après 1 060 km de train. Séjours à Novotcherkask, Kharkov, Ekaterinodar (aujourd'hui Krasnodar).

### Vladicaucase – Tiflis – Batoum (avril – mai 1897)
Le 4 avril, Chapuis et Decorps prennent le train pour Vladicaucase (Vladilavkaz), puis le 6 embarquent dans une « voiture à deux chevaux quand ça descendait, quatre sur le plat et six en montée, avec un téléphone avertisseur de vol de bagages ». Deux jours pour faire 200 km à travers les montagnes du Caucase, avec des sommets à 1 400 m. Douze relais et quarante-trois changements de chevaux. Séjours à Tiflis (Tbilissi) et Batoum (Batoumi).

### Odessa – Sébastopol (mai – juin 1897)
Le 22 mai, Chapuis quitte Batoum en bateau pour rentrer à Odessa. 1 220 km. Premiers séjours à Simseropol et Sébastopol.

### Ekaterinbourg – Migui Taguil – Moscou – Karkov (juillet – août 1897)
Le 17 juin, Chapuis, accompagné cette fois d'un nouveau collègue, Katarski qui ne parle pas un mot de français, entreprend son plus long voyage, qui les conduit à Ekaterinbourg (Yekaterinburg) en Sibérie occidentale : 2 960 km. Séjours à Migui Taguil (Nijni Taguil), Perm, Kazan, Nijni Novgorod, escale touristique à Moscou, puis Karkov.

### Odessa – Sébastopol – Yalta (septembre – octobre 1897)
Le mois de septembre voit se rapprocher la fin du séjour pour Marius Chapuis. Le 10 il quitte Kiev pour retourner à Odessa, leur base opérationnelle, puis fait un saut de nouveau à Sébastopol, mais cette fois en bateau, c'est juste en face, puis à Simferopol, ville située à 80 km, jusqu'au 1er octobre. Trois allers-retours à Simferopol, puis un dernier séjour à Sébastopol et c'est le retour à Odessa, toujours en bateau, via Yalta, petite ville très chic, nous y restons deux jours. A Sébastopol, nous passions notre temps au bord de la mer. Nous prenions des bains et mangions des raisins en regardant passer les poissons (sic). Le soir, après la séance, nous soupions ensemble au buffet du jardin.

## Après le voyage en Russie
Rentré en France, Chapuis quitte ensuite le monde du cinéma naissant, non sans regrets, et devient ébéniste.
Il fut élu maire de la commune de Champfromier (Ain) de 1935 à 1944 où il meurt, sans descendance, le 16 novembre 1961 et où il est inhumé.
Marius Chapuis avait un frère cadet, Pierre Chapuis (1879–1900), qui fut aussi opérateur des Frères Lumière en Italie.